# Hierochloe odorata
Hierochloe odorata ali Anthoxanthum nitens, znana pod imeni sladka trava, zobrova trava, vanilijina trava, je aromatična trava, ki raste v severni Evraziji in severni Ameriki. Uporablja se za medicinske namena in za proizvodnjo tradicionalne poljske vodke Żubrówka. Značilen sladek vonj ima zaradi snovi kumarina.